# Mithapur
Mithapur è una suddivisione dell'India, classificata come census town, di 13.558 abitanti, situata nel distretto di Jamnagar, nello stato federato del Gujarat. In base al numero di abitanti la città rientra nella classe IV (da 10.000 a 19.999 persone).

## Geografia fisica
La città è situata a 22° 25' 42 N e 68° 59' 36 E.

## Società

### Evoluzione demografica
Al censimento del 2001 la popolazione di Mithapur assommava a 13.558 persone, delle quali 7.041 maschi e 6.517 femmine. I bambini di età inferiore o uguale ai sei anni assommavano a 1.206, dei quali 668 maschi e 538 femmine. Infine, coloro che erano in grado di saper almeno leggere e scrivere erano 10.640, dei quali 5.981 maschi e 4.659 femmine.